# Klosterhäuser (Meißen)
Die Klosterhäuser, früher bekannt als Schulholzgemeinde, sind ein Stadtteil von Meißen im Landkreis Meißen, Sachsen. Die Gemarkung liegt im Westen der Stadt am Gasernberg, etwas oberhalb der Talsohle der Elbe. Nachbarorte sind das Meißner Klostergut zum Heiligen Kreuz, Gasern (Käbschütztal), sowie Rottewitz. Erwähnt wurde die Ansiedlung, die um ein ehemaliges Vorwerk des nahen Klosters entstand, unter anderem 1875. Am 1. April 1937 wurden die Klosterhäuser nach Meißen eingemeindet.